# Carl Runge

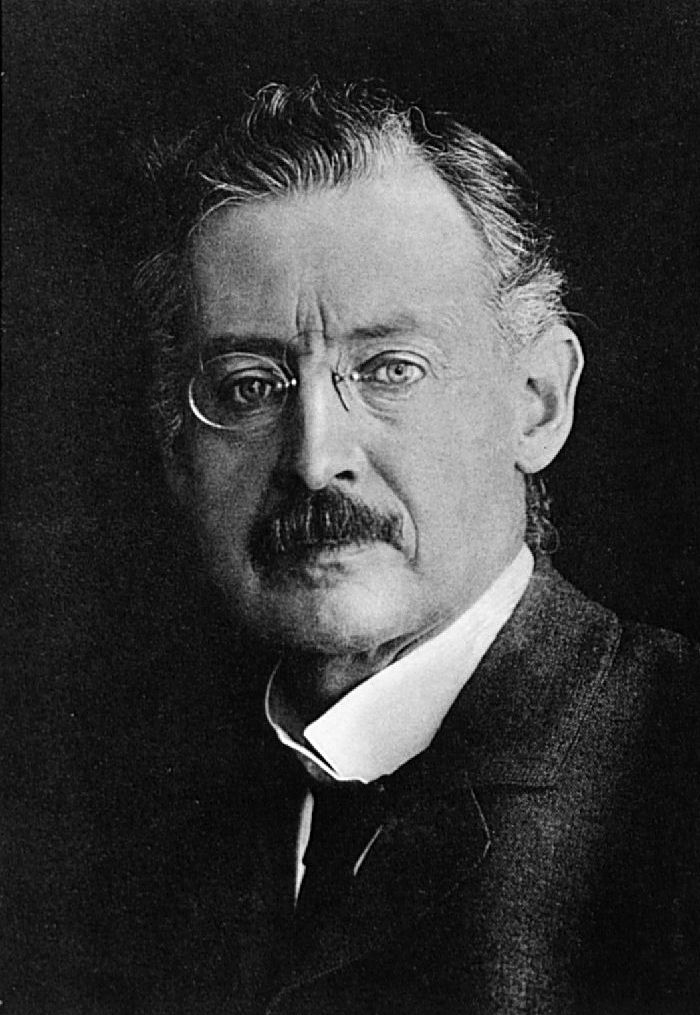
Carl Runge, ein Foto der Sammlung Voit.

Carl David Tolmé Runge (* 30. August 1856 in Bremen; † 3. Januar 1927 in Göttingen) war ein deutscher Mathematiker.

## Biografie

### Jugend und Ausbildung
Runge war der Sohn des Kaufmanns Julius Runge und seiner aus England stammende Frau Fanny Tolmé. Seine ersten Jahre der Kindheit verbrachte er in Havanna, wo sein Vater das dänische Konsulat verwaltete. 1875 absolvierte er in Bremen das Gymnasium. Danach begleitete er seine inzwischen verwitwete Mutter für ein halbes Jahr nach Italien. Er studierte zuerst Literatur und Philosophie, danach Mathematik an der Universität München. 1877 setzte er sein Studium an der Universität Berlin fort, wobei er besonders durch die Mathematiker Kronecker und Weierstraß beeinflusst wurde. Nachdem er 1880 bei Weierstraß und Kummer mit der Arbeit Über die Krümmung, Torsion und geodätische Krümmung der auf einer Fläche gezogenen Curven promoviert wurde, habilitierte er 1883.

### Hochschullehrer in Hannover und Göttingen
Im Frühjahr 1886 wurde Runge Professor für Mathematik an der Technischen Hochschule Hannover. 1904 wurde er auf Bestreben von Felix Klein an die Georg-August-Universität Göttingen auf die neu geschaffene Professur für angewandte Mathematik, die erste dieser Art in Deutschland, berufen.

### Wirken als Mathematiker
Zunächst war sein Arbeitsgebiet rein mathematisch geprägt. Von Kronecker bekam er die Anregung zur Zahlentheorie und von Weierstraß zur Funktionentheorie. In seiner Berliner Zeit erfuhr er von seinem zukünftigen Schwiegervater (in dessen Familie er viel verkehrte) von der Balmer-Serie. In Hannover untersuchte er zusammen mit Heinrich Kayser andere Linienspektren und leistete somit Beiträge zur Physik der Spektroskopie. In Göttingen entwickelte er zusammen mit Martin Wilhelm Kutta das Runge-Kutta-Verfahren zur numerischen Lösung von Anfangswertproblemen. Bekannt ist auch seine Untersuchung von Interpolationspolynomen und deren Verhalten bei Erhöhung des Polynomgrads (siehe Runges Phänomen). In der Funktionentheorie untersuchte er die Approximierbarkeit von holomorphen Funktionen und begründete damit die Runge-Theorie. 1903 und 1905 veröffentlichte er die ersten Arbeiten zur Schnellen Fourier-Transformation.
Die wesentliche wissenschaftliche Leistung von Runge bestand darin, wie sein Schwiegersohn Courant einmal bemerkte:

„die abgerissenen Fäden zu den Anwendungen wieder knüpfen, die Einheit der mathematischen Wissenschaft einschliesslich den Anwendungen wiederherstellen helfen“

### Internationale Kontakte
Runge hat mehrere große Reisen unternommen. Seine Sprachkenntnisse, vor allem im Englischen, kamen ihm sehr zugute. 1897 besuchte er die Versammlung der British Association in Toronto und anschließend alle wichtigen amerikanischen Sternwarten. Zusammen mit Karl Schwarzschild unternahm er 1906 eine Sonnenfinsternisexpedition nach Algier. Im Winter 1909 ging er für ein Jahr als Austauschprofessor an die Columbia University in New York. Hieran schloss sich eine zweite Rundreise durch Amerika, wobei er neben Universitäten und Sternwarten auch die Stätten seiner Kindheit in Havanna besuchte. Im Sommer 1926 besuchte er die Versammlung der British Association in Oxford.

### Persönlichkeit
Runge wird als liebenswürdiger und bescheidener Mensch geschildert. Er liebte die Hausmusik und spielte selbst Klavier. Er liebte Sport wie Tennis, Schlittschuh- und Skilaufen, Turnen, Wandern, Schwimmen, Boot- und Fahrradfahren. In Hannover fuhr er regelmäßig zwischen seinem Haus im Dorf Kirchrode und der 10 km entfernten Hochschule mit dem Fahrrad. Sein Fahrrad putzte er fast nie und pflegte zu sagen: „Es stellt sich schließlich ein dynamisches Gleichgewicht ein: genau so viel Schmutz, wie jeden Tag neu darauf spritzt, fällt auch täglich von selbst wieder ab“.

### Familie
1887 heiratete er Aimée, eine Schwester von Ingenieur und Erfinder Alard du Bois-Reymond (1860–1922) und Tochter des Berliner Physiologen Emil Heinrich Du Bois-Reymond. Mit ihr hatte er vier Töchter und zwei Söhne, von denen einer im Ersten Weltkrieg fiel.
In Göttingen wohnte er mit seiner Familie in der Wilhelm-Weber-Straße 21, unweit von Felix Klein.
- Seine Tochter Nerina (Nina) war mit Richard Courant verheiratet.
- Seine Tochter Iris Runge war eine der ersten Industriemathematikerinnen. Sie arbeitete bei Osram und Telefunken.
- Sein Sohn Wilhelm Tolmé Runge war in der Hochfrequenztechnik bei Telefunken tätig.

## Mitgliedschaften, Ehrungen
- Runge war seit 1901 korrespondierendes und seit 1914 ordentliches Mitglied der Göttinger Akademie der Wissenschaften.[1]
- 1914 war er Präsident der Deutschen Mathematiker-Vereinigung.
- Er war Mitglied im Akademischen Gesangverein (AGV) München im Sondershäuser Verband.
- Ehrenbürger der TH Hannover[2]
- Der Mondkrater Runge wurde 1973 nach ihm benannt.

## Schriften
- mit König Vorlesungen über numerisches Rechnen. In: Grundlehren. Springer, 1924 (gdz.sub.uni-goettingen.de).
- Über angewandte Mathematik. In: Mathematische Annalen. Band 44, 1894 (gdz.sub.uni-goettingen.de).
- Analytische Geometrie der Ebene. B.G. Teubner, 1908 (name.umdl.umich.edu University of Michigan Historical Math Collection).
- Über die numerische Auflösung von Differentialgleichungen. In: Math. Annalen. Band 46, 1895, S. 167–178, (gdz.sub.uni-goettingen.de Runge-Kutta-Verfahren)
- Über empirische Funktionen und die Interpolation zwischen äquidistanten Ordinaten. In: Zeitschrift für Mathematik und Physik. Band 46. B. G. Teubner, Leipzig 1901, S. 224–243 (iris.univ-lille1.fr [abgerufen am 4. Juni 2014] Runge-Phänomen).